# Göran Lundstedt
Sven Rudolf Göran Lundstedt, född 3 februari 1968 i Ragunda i Jämtland, är en svensk präst och forskare inom kyrkovetenskap med särskild inriktning mot kyrkorätt. 
Efter pol. mag.-examen i statsvetenskap vid Mitthögskolan i Östersund 1994 avlade Lundstedt teol. kand.-examen vid Uppsala universitet 1999 och prästvigdes för Härnösands stift 2000. Han avlade teologie doktorsexamen 2006.
Tillsammans med statsvetaren Jörgen Hermansson och teologen Anne-Louise Eriksson redovisade han i utredningen "Demokratin är en successiv uppenbarelse: för utredningen demokrati och delaktighet i Svenska kyrkan" en analys av problemet att implementera demokrati i en organisation där vissa grundbegrepp och grundsyner anses givna.
Lundstedt har även forskat om prästämbetets öppnande för kvinnor inom Svenska kyrkan och medverkade i den år 2008 utgivna forskarantologin Äntligen stod hon i predikstolen - historiskt vägval 1958. 
Åren 1998-1999 var Lundstedt ledamot i Pastoralinstitutets styrelse och 2000-2002 ledamot av styrelsen för Uppsala universitetsbibliotek. Under perioden 2002-2004 var Lundstedt redaktionssekreterare för Kyrkohistorisk årsskrift. 
Sedan 2008 är Lundstedt chefredaktör och ansvarig utgivare för Svensk Kyrkotidning. Sedan 2012 är han dess verkställande direktör. Han är ledamot av styrelsen för stiftelsen Svensk Kyrkotidning sedan 2014.
Under åren 2010-2019 var Lundstedt anställd i Sundsvalls församling som distriktschef. 
Lundstedt  var från  januari 2014 till december 2019 ledamot i domkapitlet i Härnösands stift för vigningstjänsten  och var åren 2014-2017 ledamot i kyrkorådet för Uppsala pastorat, ersättare i kyrkomötet för nomineringsgruppen Öppen Kyrka (ÖKA), ledamot av kyrkofullmäktige i Uppsala pastorat och suppleant i stiftsfullmäktige i Uppsala stift. 
Under perioden 2019-2024 var Lundstedt stiftsadjunkt i Härnösands stift för församlingsstrategiskt utvecklingsarbete med särskilt ansvar för planering av visitationer, församlingsinstruktioner och teologisk analys. Från september 2024 är Lundstedt enhetschef vid stiftskansliet i Härnösand .
Vid valen av ny biskop i Härnösands stift 2014 och 2024 var Lundstedt en av kandidaterna. Valet 2014 vanns av Eva Nordung Byström.Biskopsvalet 2024 vanns av Teresia Derlen.